# Огороднов, Евгений Андреевич
Евгений Андреевич Огороднов — советский хозяйственный и политический деятель.

## Биография
Родился в 1913 году в Белинском. Член КПСС.
Окончил Куйбышевский инженерно-строительный институт.
С 1935 года — на хозяйственной, общественной и политической работе.
В 1935—1939 гг. — прораб на строительстве Куйбышевской ТЭЦ, прораб на энергетических объектах в Караганде.
В 1939—1956 гг. — директор строительства Комсомольской ТЭЦ, парторг ЦК ВКП(б) строительства Комсомольского-на-Амуре судостроительного завода, главный инженер, директор Комсомольской ТЭЦ, управляющий треста «Дальэнергострой».
В 1956—1960 гг. — начальник строительства Тюменской ТЭЦ.
В 1960—1970 гг. — секретарь Тюменского обкома КПСС.
В 1970—1974 гг. — начальник Главтюменнефтегазстроя.
Депутат Верховного Совета РСФСР 8-го созыва. Делегат XXIV съезда КПСС.
Умер 1 декабря 1993 года в Тюмени. Похоронен на кладбище Червишевское-1, сектор 7с.